# 전국 고등 축구리그
전국 고등 축구리그는 대한민국 유소년 선수들 중 고등 선수들이 참가하는 축구 리그이다.

## 같이 보기
- K리그 주니어
- K리그 유스 챔피언십